# BC Smashing
BC Smashing (Badminton Club Smashing) is een badmintonclub uit Wijchen, opgericht op 9 mei 1969. De club speelt sinds het seizoen 1999/2000 in de eredivisie van de Nederlandse badmintoncompetitie georganiseerd door Badminton Nederland. Naast topbadminton is het ook mogelijk om bij BC Smashing recreatief te spelen.

## Selectiespelers
Onder meer de volgende spelers speelden in het hoogste team van BC Smashing:
| - Jasper van Aarle - Ilse Bakker - Brenda Beenhakker (5x NK) - Nick Fransman - Rachel Geertsen - Jordy Hilbink - Stephan van Houtem - Chyntia Kraaijenbrink - Robert Kwee | - Roy Loeven - Eli Mambwe - Leon Nottelman - John Rooijendijk - Claudia Saleming - Patty Stolzenbach - Frank Vermeesch - Jürgen Wouters - Roy Reijbroek |